# Sammy Smyth
Samuel „Sammy“ Smyth (* 25. Februar 1925 in Belfast; † 19. Oktober 2016 auf Grand Cayman) war ein nordirischer Fußballspieler. Der Halbstürmer war zunächst in seiner Heimat reiner Amateursportler, bevor er gen Süden nach England zog, dort bei den Wolverhampton Wanderers 1949 den FA Cup gewann und anschließend noch für die englischen Erstligisten Stoke City und FC Liverpool zum Einsatz kam.

## Sportliche Laufbahn
Im Juli 1947 wechselte Smyth für eine Ablösesumme in Höhe von 1.100 Pfund in die englische First Division zu den Wolverhampton Wanderers. An der Seite von Stürmerkollegen wie Johnny Hancocks, Dennis Westcott, Jesse Pye, Jimmy Dunn, Jimmy Mullen und Billy Crook war der agile Angreifer auf Anhieb Stammspieler im Team des walisischen Trainers Ted Vizard. Obwohl am Ende der Saison 1947/48 der fünfte Platz in der Liga heraussprang, ersetzte die Vereinsführung Vizard durch seinen ehemaligen Spieler Stan Cullis und unter der neuen Führung erreichte Smyth 1949 das FA-Cup-Endspiel. Mit seinem Treffer zum 3:1-Endstand sorgte er hier in der 68. Spielminute gegen Leicester City für die Entscheidung und die erste Trophäe der „Wolves“ seit 48 Jahren. Im Jahr darauf gewann er die Vizemeisterschaft und nach insgesamt 116 Pflichtspieleinsätzen und 43 Toren heuerte er im September 1951 für eine Ablösesumme in Höhe von 25.000 Pfund ebenfalls in der höchsten englischen Spielklasse bei Stoke City an.
Der Aufenthalt bei den „Potters“ war jedoch nur von kurzer Dauer; nach etwas über einem Jahr im unteren Tabellendrittel wechselte er für 12.000 Pfund zum FC Liverpool und gab am 3. Januar 1953 gegen seinen frischen Ex-Klub aus Stoke-on-Trent seinen Einstand für die „Reds“.  Dieser misslang mit einer 1:3-Niederlage und die anschließenden zwei Pleiten sorgten dafür, dass Smyth auch in Liverpool dem Abstieg bedrohlich nahekam. Nachdem in 15 Spielen nur ein Erfolg eingefahren werden konnte, traf Smyth in drei aufeinander folgenden Partien und führte seine Mannschaft jeweils zum Sieg. Seine sieben Treffer in insgesamt 18 Spielen waren letztlich ein nicht unerheblicher Faktor dafür, dass der Klassenerhalt doch noch gelang. Obwohl ihm in der anschließenden Saison 1953/54 in 26 Spielen 13 Tore gelangen, ließ sich der Abstieg dann aber nicht mehr verhindern.
Smyth, der zwischen 1947 und 1951 neunfacher Auswahlspieler für die nordirische Nationalmannschaft war, bestritt am 24. April 1954 sein letztes Spiel für den FC Liverpool, kehrte nach dem Vertragsende im Januar 1955 dem englischen Profifußball endgültig den Rücken und ging zurück in seine Heimat.

## Erfolge
- Englischer Pokalsieger: 1949